# Волчий Яр (Купянский район)
Волчий Яр (укр. Вовчий Яр) — село,
Просянский сельский совет,
Купянский район,
Харьковская область, Украина.
Код КОАТУУ — 6323786205. Население по переписи 2001 года составляет 20 (8/12 м/ж) человек.

## Географическое положение
Село Волчий Яр находится на расстоянии в 1 км от села Просянка.
В 2-х км расположена железнодорожная станция Прилютово.

## История
- 1798 — дата основания.